# Falcatifolium
Falcatifolium é um género de conífera pertencente à família Podocarpaceae.

## Espécies
- Falcatifolium angustum de Laub.
- Falcatifolium falciforme (Parl.) de Laub.
- Falcatifolium gruezoi
- Falcatifolium papuanum de Laub.
- Falcatifolium sleumeri de Laub. & Silba
- Falcatifolium taxoides (Brongn. & Gris) de Laub.